# Michael Bleekemolen
Michael Bleekemolen, född 2 oktober 1949 i Amsterdam, är en nederländsk racerförare.

## Racingkarriär
Bleekemolen, som tävlat i Formel Super Vee och formel 3, fick tillfälle att prova på formel 1 för RAM säsongen 1977. Han lyckade dock inte kvalificera till hemmaloppet i Nederländerna 1977. 
Säsongen 1978 fick Bleekemolen fick en ny möjlighet, men då i ATS. Han lyckades kvalificera sig till USA:s Grand Prix men rönte inga övriga framgångar i F1 varför han återvände till F3 där han tävlade under tre säsonger. Han kom tvåa efter Alain Prost i det europeiska formel 3-mästerskapet 1979.

## F1-karriär
| Säsong | Stall/Tillverkare | Poäng | Placering |
| ------ | ----------------- | ----- | --------- |
| 1977   | RAM (March-Ford)  | 0     | –         |
| 1978   | ATS               | 0     | –         |